# 盧克馬區 (格蘭奇穆省)
盧克馬區（西班牙語：Distrito de Lucma），是秘魯的一個區，位於該國西北部拉利伯塔德大區的格蘭奇穆省，面積280.38平方公里，海拔高度2,182米，2005年人口5,407，人口密度每平方公里19人。